# محمودآباد (فیروزکوه)

## محمودآباد (فیروزکوه)
روستایی از توابع بخش مرکزی دراستان تهران ایران است.این روستا در استان تهران، شهرها و شهرستان‌های اطراف به پرورش انارهای مرغوب و با کیفیت مشهور است.
هر ساله در فصل پاییز هنگام فصل انار، علاقمندان و گردشگران زیادی را به خود جذب کرده و در این زمان جشنی موسوم به جشن انار با حضور مسوولین محلی و استانی برگزار می گردد.  
در باره این روستا آمده‌است:
روستای محمودآباد در ۵۰ کیلومتری جنوبی شهرستان فیروزکوه و در کنار رود خانه بسیار زیبای حبله رود واقع شده‌است. قریه مزبور برمسیر راه آهن مواصلاتی تهران شمال و در دامنه‌های جنوبی رشته کوه‌های سربه فلک کشیده البرز قرار گرفته‌است.
این روستای زیبا جزء دهستان‌های بخش حبله رود می‌باشد که با وجود طبیعتی زیبا و سر سبز سالانه مورد بازدید گردشگران زیادی قرار می‌گیرد. همچنین این روستا از سمت شمال با سیمین دشت و از سمت جنوب با روستای کبوتردره هم مرز می‌باشد.

## پیشینه این روستا
انچه از آثار سفالی و نقوش کوزه‌های شکسته در سطح این روستا و در حفاری‌های باستان‌شناسی به دست آمده ، قدمت زندگانی در این منطقه به دوران نوسنگی برمیگردد که برای مدتی متروکه و خالی از سکنه می‌شود و بعد از آن در زمان مادها ، هخامنشیان، اشکانیان و ساسانیان زندگی در این روستا جان تازه‌ای به خود می‌گیرد. عده‌ای بر این باورند که در طول تاریخ و در جنگ‌های بزرگ ایران این روستا چندین بار مورد حمله قرار گرفته و صحنه در گیری‌های خونین بوده‌است. اولین این درگیری‌ها در اواخر دوران هخامنشی و در زمان لشکر کشی اسکندر مقدونی و بعد از آن در زمان حمله اعراب به ایران بوده‌است. اما آنچه از گورهای دسته جمعی و ابزارهای جنگی مانند تیروکمان و سرنیزه‌های در این گورها به دست امده ، بدترین درگیری خونین در حمله مغول صورت گرفته‌است و تمام قلعه‌هایی  و حصارهایی که در ارتفاعات بنا شده بود، تخریب گردیده و مردم عادی که اکثراٌ دامدار یا کشاورز بوده‌اند و در کوهپایه زندگی می‌کردند، قتل عام شده‌اند.
زندگی در کنار حبله رود از دیر باز مورد توجه بوده‌است. در شاهنامه فردوسی در بخش اساطیر آمده‌است که رستم برای رسیدن به مازندران از راه در بند جزر(منطقه سردره گرمسار) گذشته و و وارد راه رسیدن به مازندران شده‌است که از کنار  رودخانه‌ای پر آب و و مناطقی سرسبز میگذشته . با استناد به این نوشته تاریخی و وجود آثاری متعدد مانند پایه پل‌های قدیمی در کنار رودخانه حبله رود در این روستا ، نشان می‌دهد که یکی از شاخه‌های فرعی جاده ابریشم که از قلعه استوناوند شروع میشده و با گذراز این روستای قدیمی به گردنه گدوک می رسیده‌است و بعد آن وارد مرکز مازندران می شده‌است ، همچنین وجود یک راه فرعی دیگر که در محمودآباد که از جاده اصلی مازندران جدا میشده این روستا را به دماوند متصل میکرده و از آن به عنوان سه راهی یاد شده‌است و مورد توجه کاروان‌ها برای تغییر مسیر به سمت دماوند بوده‌است.
این جاده مواصلاتی در دوران صفویان بازسازی و گسترده‌تر شده‌است، وجود یک کاروانسرای بین راهی و چندین زاغه در فاصله ۱۵ کیلومتری جنوبی این روستا حکایت از صحت این موضوع دارد ، همچنین پیترو دلاواله جهانگرد ایتالیائی در فوریه سال ۱۶۱۸ میلادی برای دیدار با شاه عباس صفوی دراشرفبهشهر مازندران از این جاده عبور کرده و مینویسد:
ما ۵ فوریه (۱۶ بهمن ) وارد حبله رود شدیم، از آنجائیکه سفر جهانگرد ایتالیایی درست در مسیری بود است که فردوسی تحت عنوان هفت خوان رستم در شاهنامه وقایعی را برای این پهلوان حماسی ایران اتفاق افتاده به نظم در آورده است، این جهانگرد نیز از منطقه محمودآباد که قبلاً به (نام کبوتردره و یا کفتال دره) یاد شده‌است و جزء آن منطقه محسوب می شده‌است به نام خان سوم نام میبرد.آنچه از این نوشته می‌توان برداشت کرد نام روستای محمودآباد در دوران جدید انتخاب شده‌است.
وجود چندین برج خرابه و یک حمام قدیمی که قدمت آنان به حدود ۲۰۰ الی ۳۰۰ سال پیش می‌رسد حاکی از آن است که زندگی در این روستا روبه گسترش بوده‌است.
به گواه شاهدان و پیران خردمند این روستا، تا ۵۰ سال پیش چراغ این حمام قدیمی روشن بوده و ساکنان این روستا از آن استفاده می‌کردند.
از تمام آثار به دست آمده از پیشینه این روستا  بجز جاده فرعی ابریشم ، از همه جالب تر شبکه آب‌رسانی آب شیرین و وجود قنات‌های بسیار قدیمی بوده‌است.
در شبکه آبرسانی که به طول چندین کیلومتر کشیده شده‌است از لوله‌های سفالی با قطر ۱ تا ۲ اینچ و طول چندین متر استفاده شده‌است و در طول هر چند صد متر حوض‌های کوچکی برای برداشت آب و همچنین ته نشینی مواد رسوبی تعبیه شده بود.

## شغل مردم روستا
شغل اصلی مردم این روستا کشاورزی می‌باشد. کشت و تولید انار مرغوب در این ناحیه باعث شده‌است که در چند سال اخیر رتبه یک کشوری را از نظر کیفیت و کمیت به خود اختصاص دهد. به دلیل اینکه این روستا در منطقه‌ای کوهستانی بوده، دامداری و شغل‌های وابسته آن، شغل دوم مردم روستا می‌باشد. 

## جمعیت
این روستا در دهستان حبلرود قرار دارد و براساس سرشماری مرکز آمار ایران در سال ۱۳۸۵، جمعیت آن ۳۰۷ نفر (۹۱خانوار) بوده‌است.